# Milena Sarri
Milena Sarri (Venezia, 21 febbraio 1948) è una politica italiana.

## Biografia
Esponente veneziana del Partito Comunista Italiano, venne eletta alla Camera dei Deputati nel 1976, venendo poi confermata anche dopo le elezioni del 1979. Termina il proprio mandato parlamentare nel 1983.
Dopo lo scioglimento del PCI, nel 1991 aderisce al Partito Democratico della Sinistra, con cui nel 1993 viene eletta consigliera comunale e assessora a Ponza.